# Viña del Mar
Pour les articles homonymes, voir Vina.
Ne doit pas être confondu avec Viña Delmar.
Viña del Mar est une ville et une commune du Chili faisant partie de la conurbation de Valparaíso (Grand Valparaiso). Elle est située dans la région de Valparaíso au Chili. Elle se situe à 120 kilomètres de Santiago du Chili par la route 68. La ville est peuplée de 324 836 habitants (recensement de 2012).
Cité balnéaire par excellence, elle est entourée des villes de Valparaíso (sud), Concón (nord) et Quilpué (est).

## Étymologie
Viña del Mar naît de la fusion de deux haciendas, Las siete hermanas et Viña del mar. Au nord de la ville, des vignes sont plantées et peu à peu la ville prend le nom de Viña de la mar puis Viña del mar.

## Histoire
Dès la fondation de Viña del Mar, Don José Francisco Vergera Echevers en prit possession. En 1855, les premiers tramways circulent entre Viña del Mar et Valparaíso. Cela crée une interdépendance entre ces villes et permet de construire sur de nouveaux terrains.
Le 31 mai 1878, la commune est fondée par décret du gouvernement chilien. Le centre-ville est le lieu le plus ancien de la ville, il se situe sur le fleuve Marga Marga qui sépare la ville en deux. Peu à peu la ville grandit, et les habitants s'installent sur les collines. Depuis le début du XXe siècle, la ville est une station balnéaire accueillant les classes aisées. L'église Notre-Dame-des-Douleurs de Viña del Mar, première église paroissiale, date de 1912.
En 1929, le président Carlos Ibáñez del Campo fait construire sur la colline le Castillo le palais présidentiel d'été. Le casino y est aussi fondé cette année-là. 
Dans les années 1930, le plan d'urbanisme prévoit de totalement urbaniser la ville d'ici les années 1970. Le quartier de recreo, situé à la limite de Valparaíso, est urbanisé en premier. Danta Iñes et Miraflores, situés au nord de la commune, sont urbanisés vers les années 1960. Le quartier de Reñaca, le plus aisé de la ville, souhaite devenir une commune à part entière.
En 1960, naît le Festival international de la chanson de Viña del mar, organisé chaque année en février.
Par ailleurs, Viña del Mar abrite le stade Estadio Sausalito, l'un des quatre stades des matchs de la phase finale de la Coupe du monde de football de 1962.

## Personnalités liées à la commune
Nés à Viña del Mar :
- Tom Araya (né en 1961), chanteur et bassiste du groupe Slayer ;
- Patricio Aylwin (1918-2016), homme politique, ex-président de la République ;
- Maria Luisa Bombal (1910-1980), écrivain chilienne ;
- Alberto Hurtado (1901-1952), prêtre, déclaré saint par l'Église catholique ;
- Nicolás Massú (né en 1979), joueur de tennis, double médaille d'or à Athènes 2004 ;
- Marco Antonio Oneto Zúñiga (né en 1982), handballeur international.
- Mon Laferte (née en 1983), chanteuse et auteur-compositrice chilienne ;

Ayant vécu à Viña del Mar :
- Nora Gregor (1901-1949), actrice et chanteuse.

Mortes à Viña del Mar :
- Adriana Olguín (1911-2015), femme politique.

## Galerie

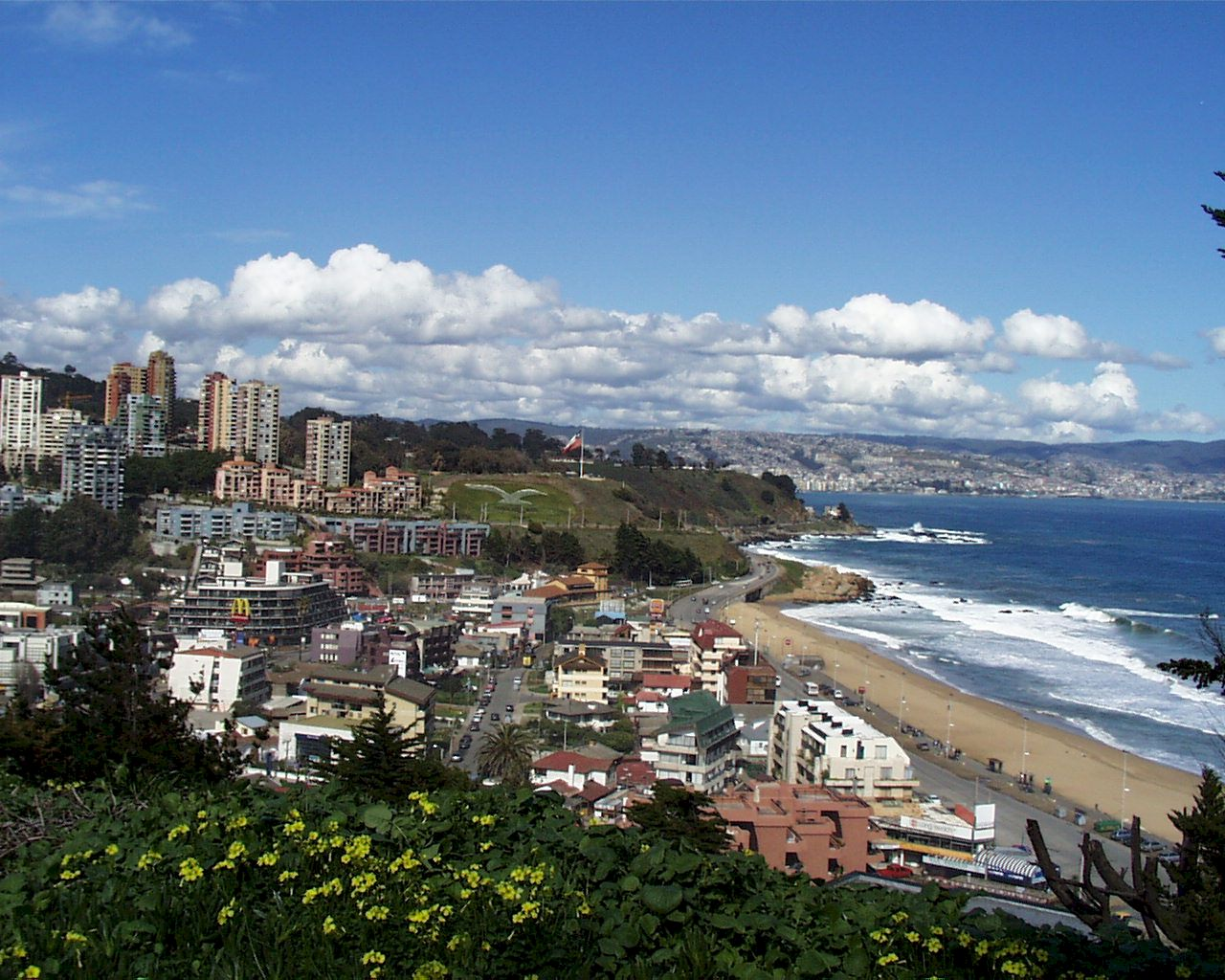
Reñaca.
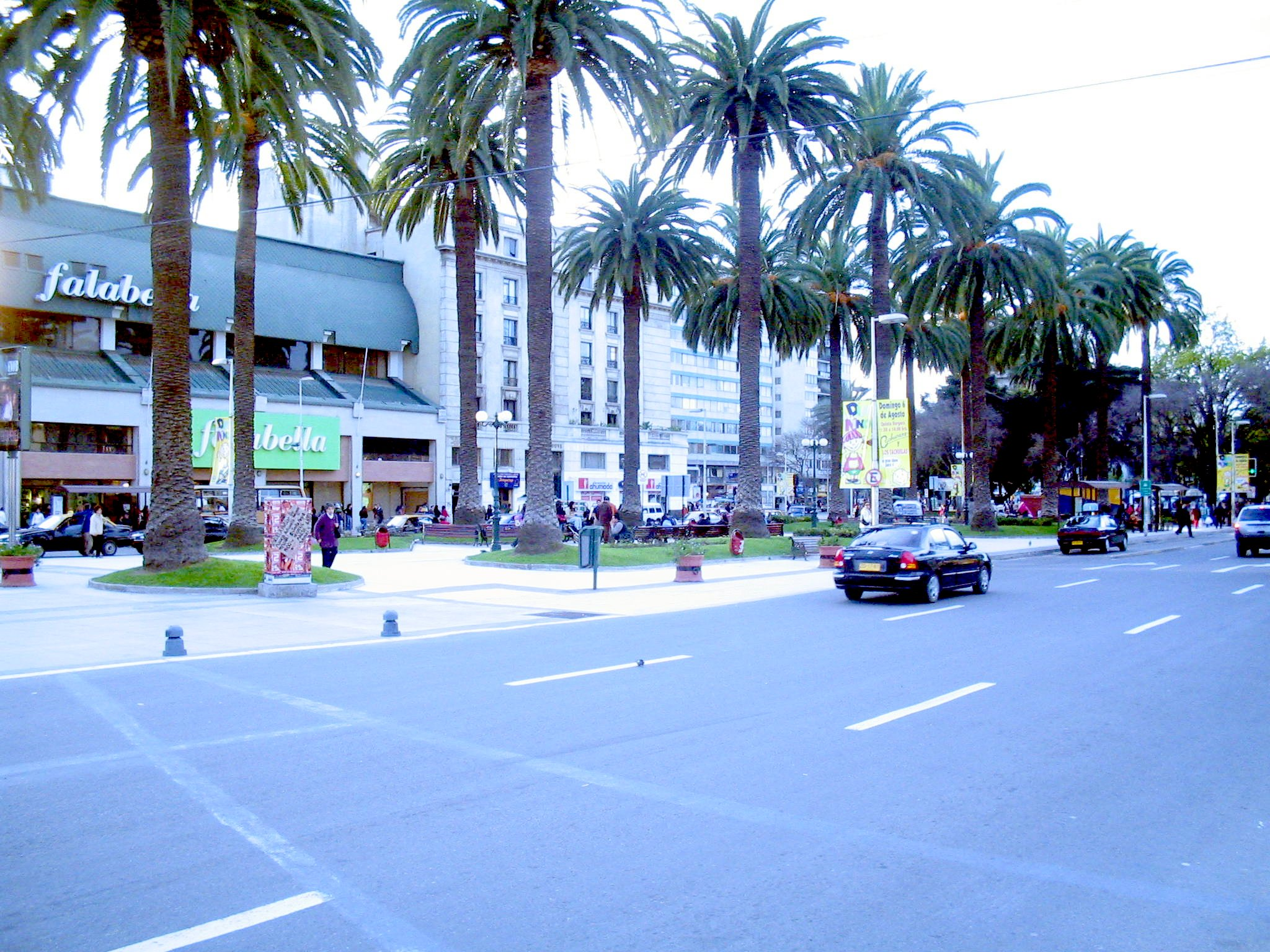
La place Sucre, dans le centre de Viña del Mar.
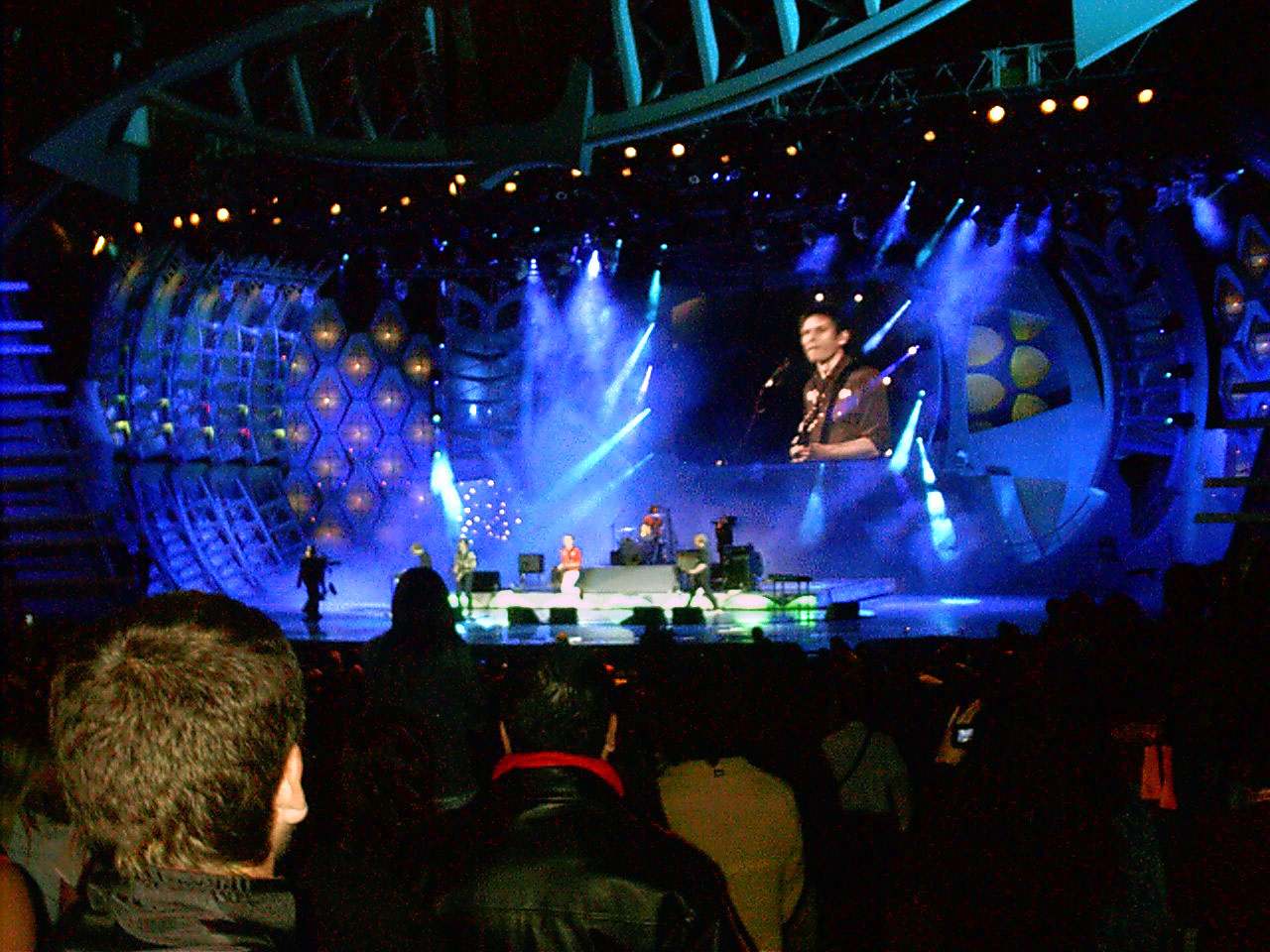
Festival International de la chanson de Viña del Mar 2006.
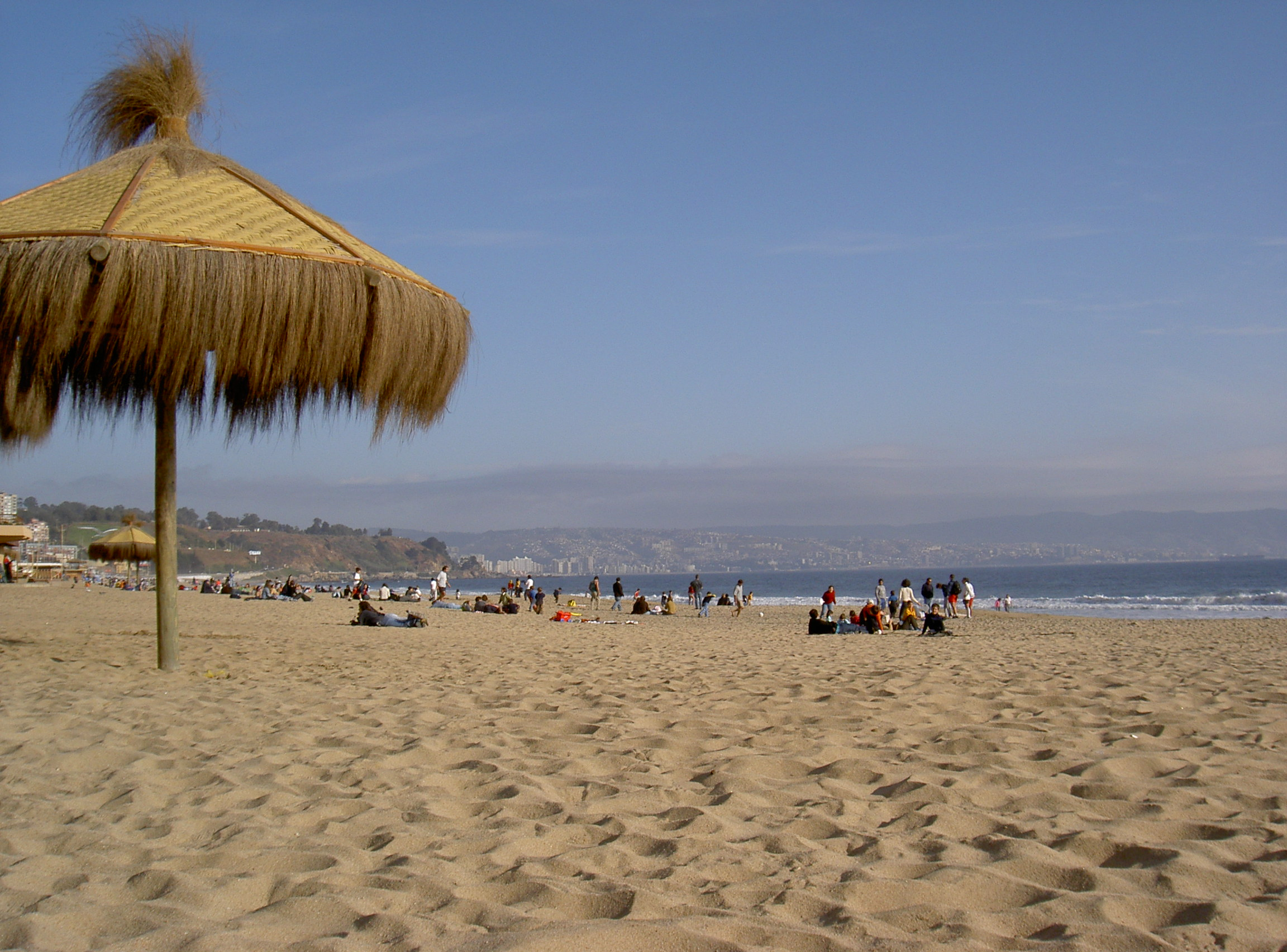
La grande plage de Reñaca.
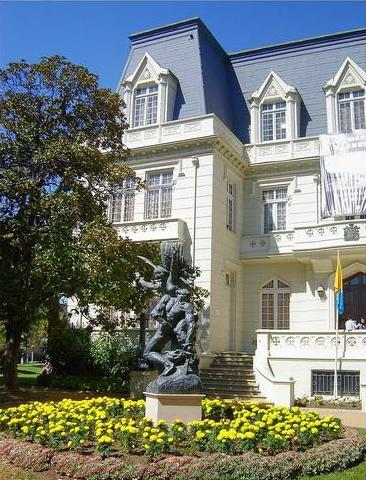
Le Palais Carrasco.
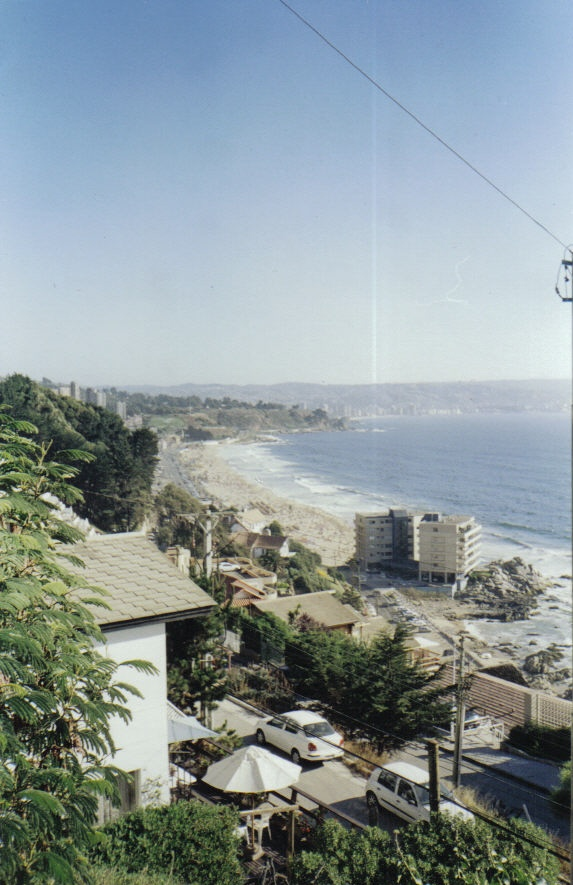
Reñaca.
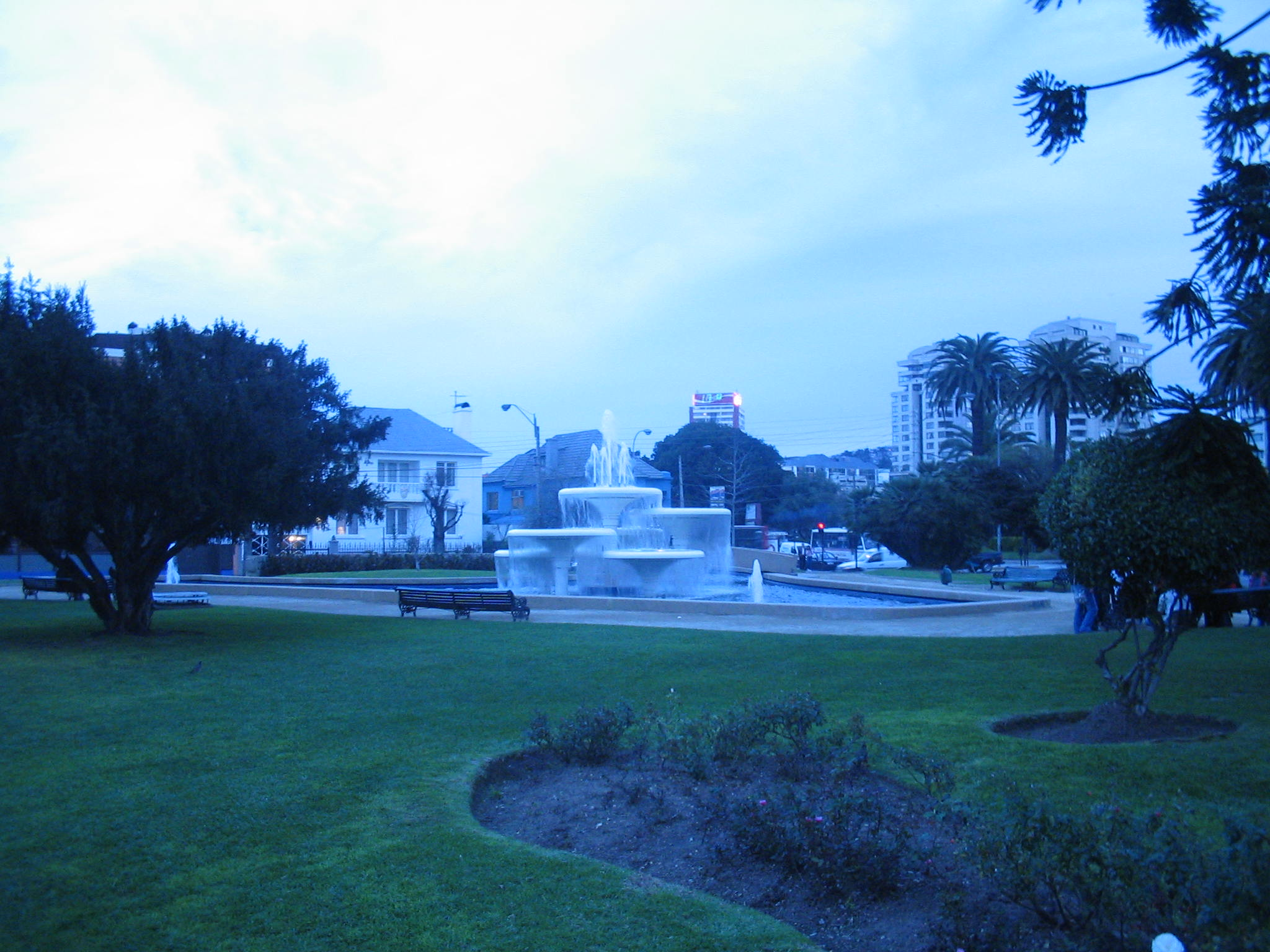
La place République de Mexique.
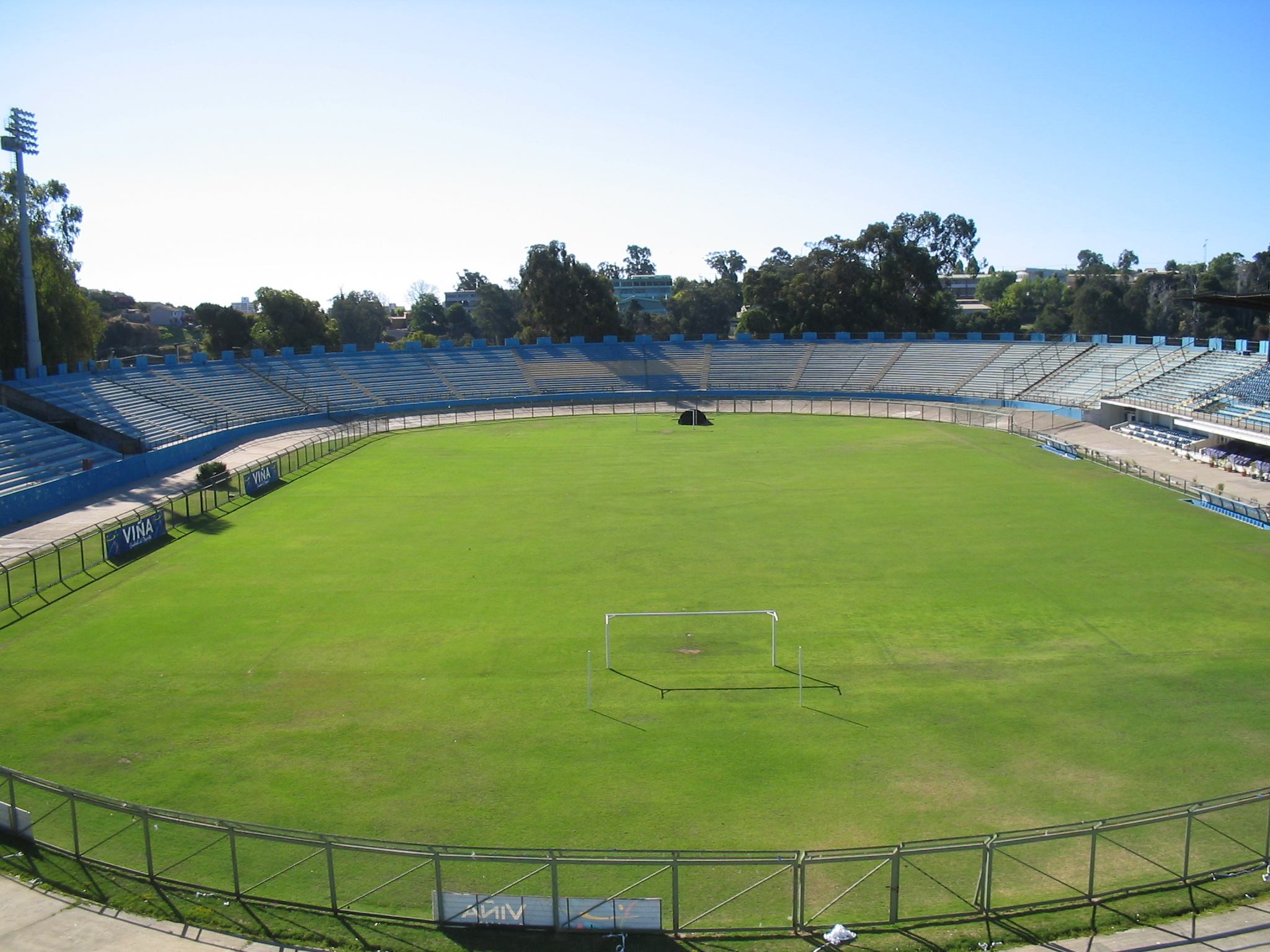
Stade Athlétique à Sausalito.
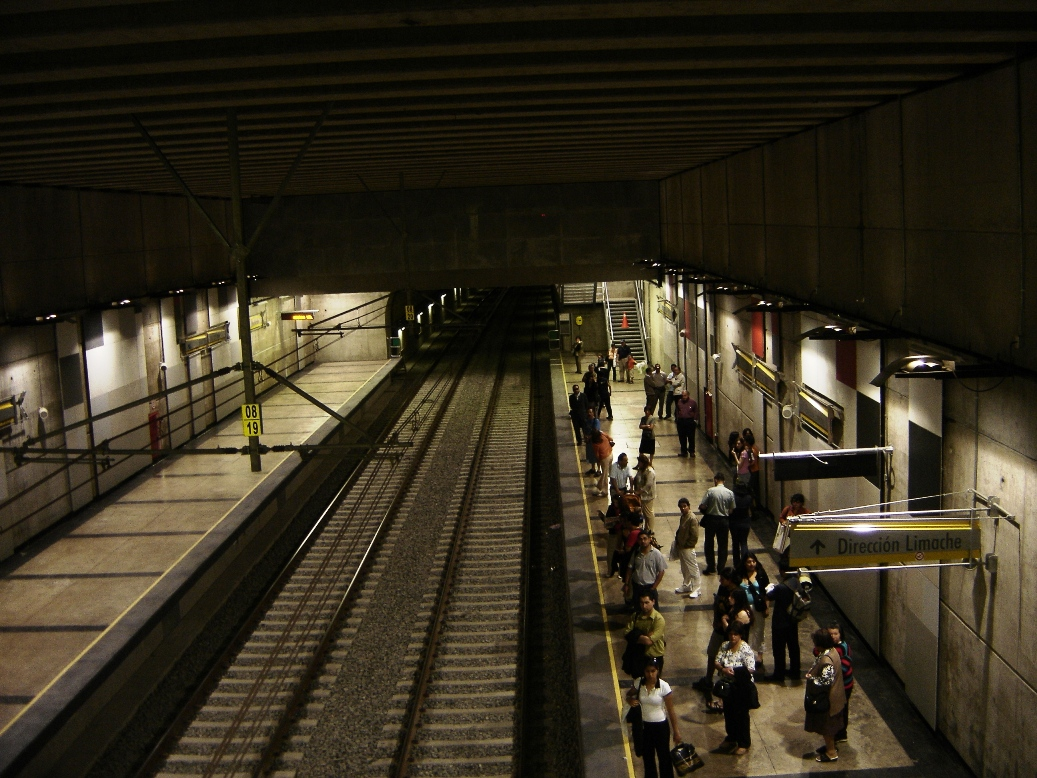
La gare de Viña del Mar.
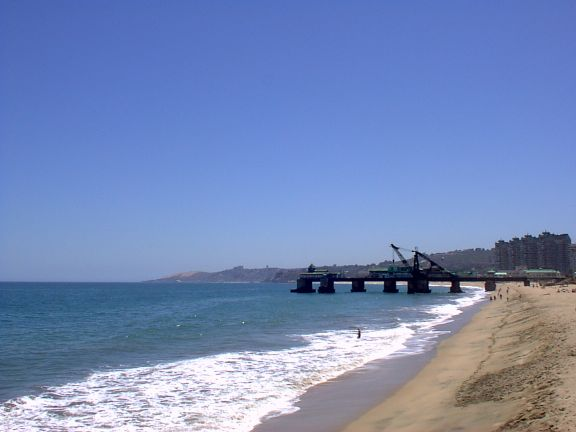
La côte de Viña del Mar.
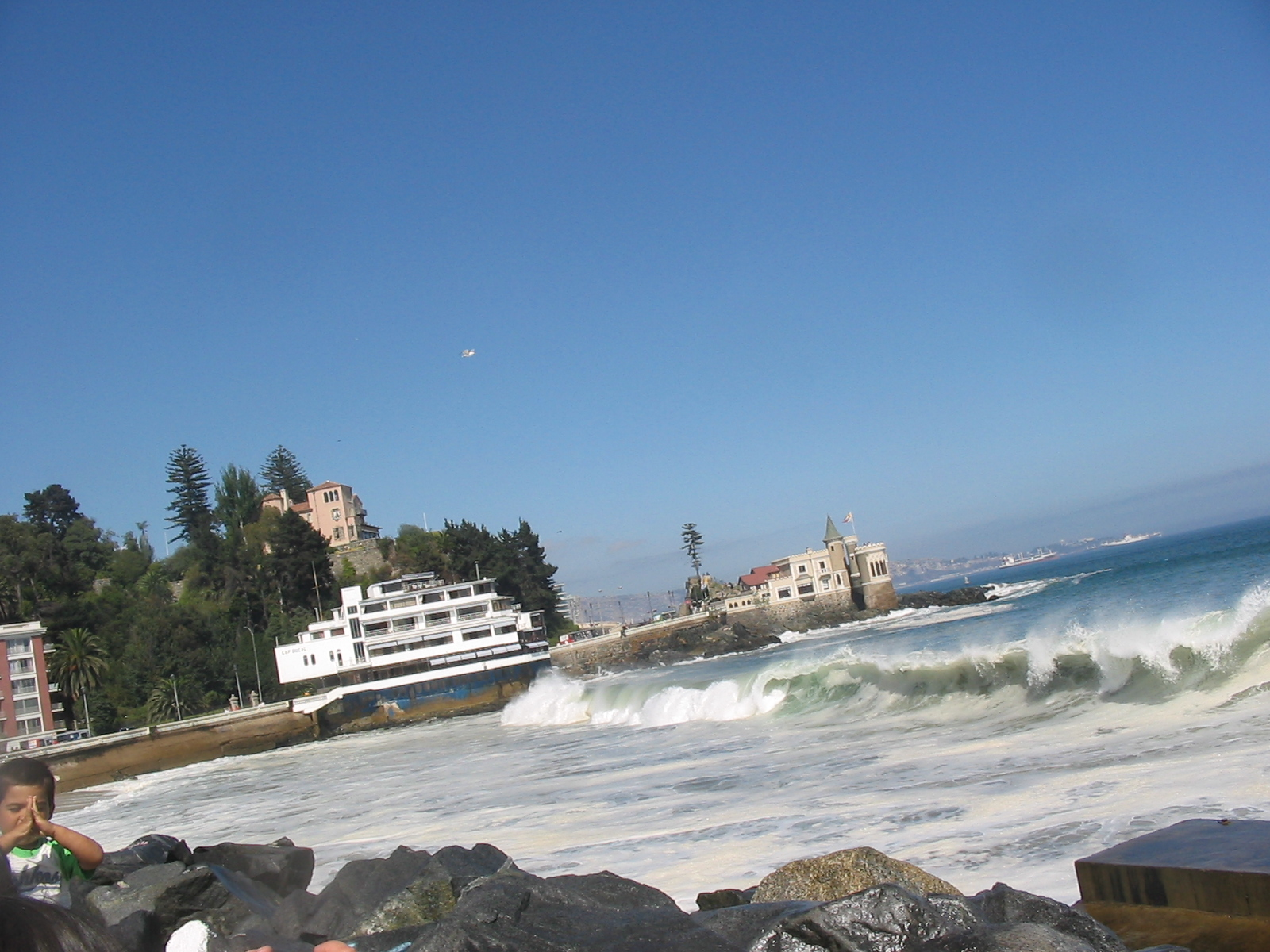
Le château Wulff.
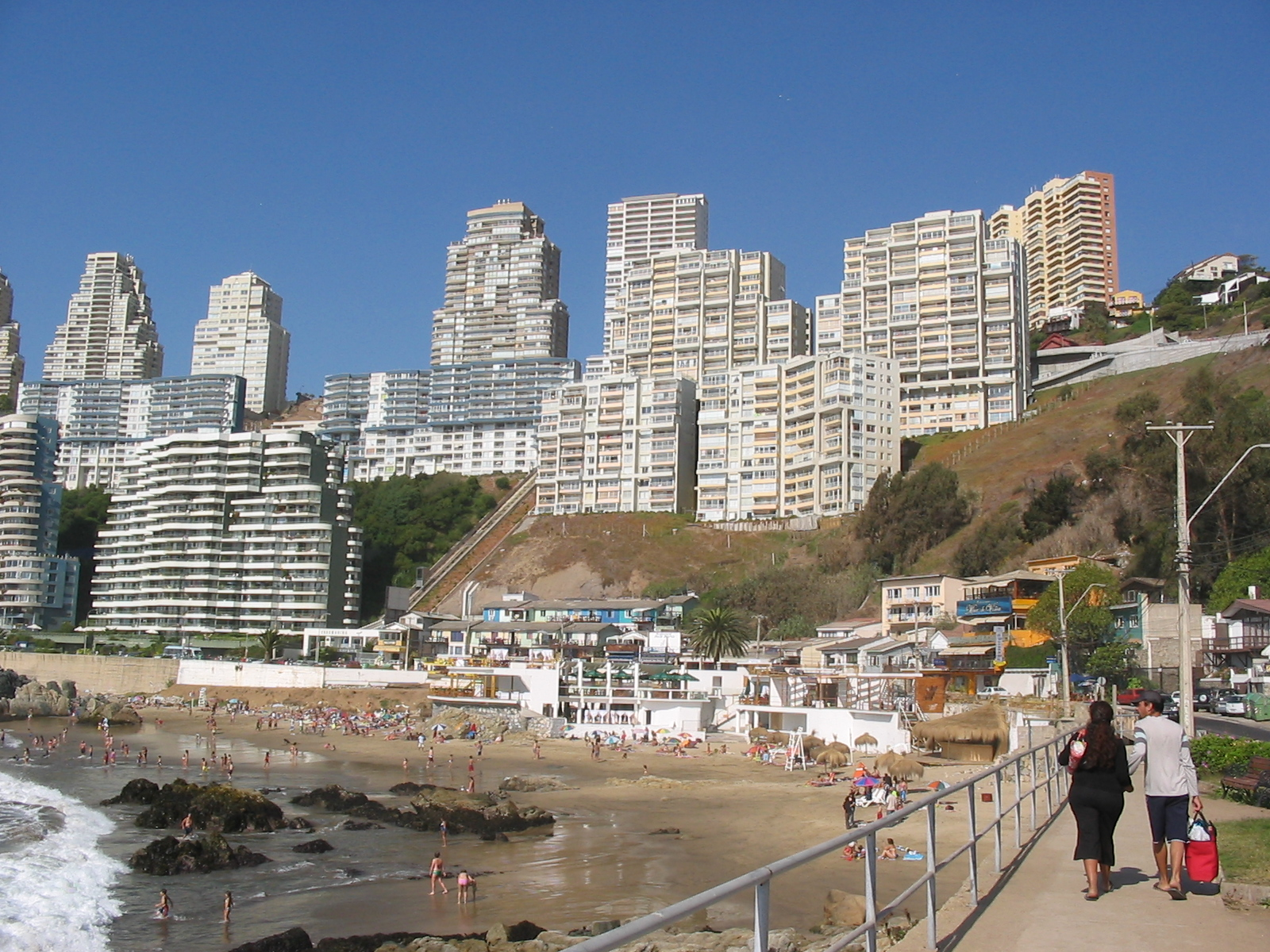
La plage de Concón.
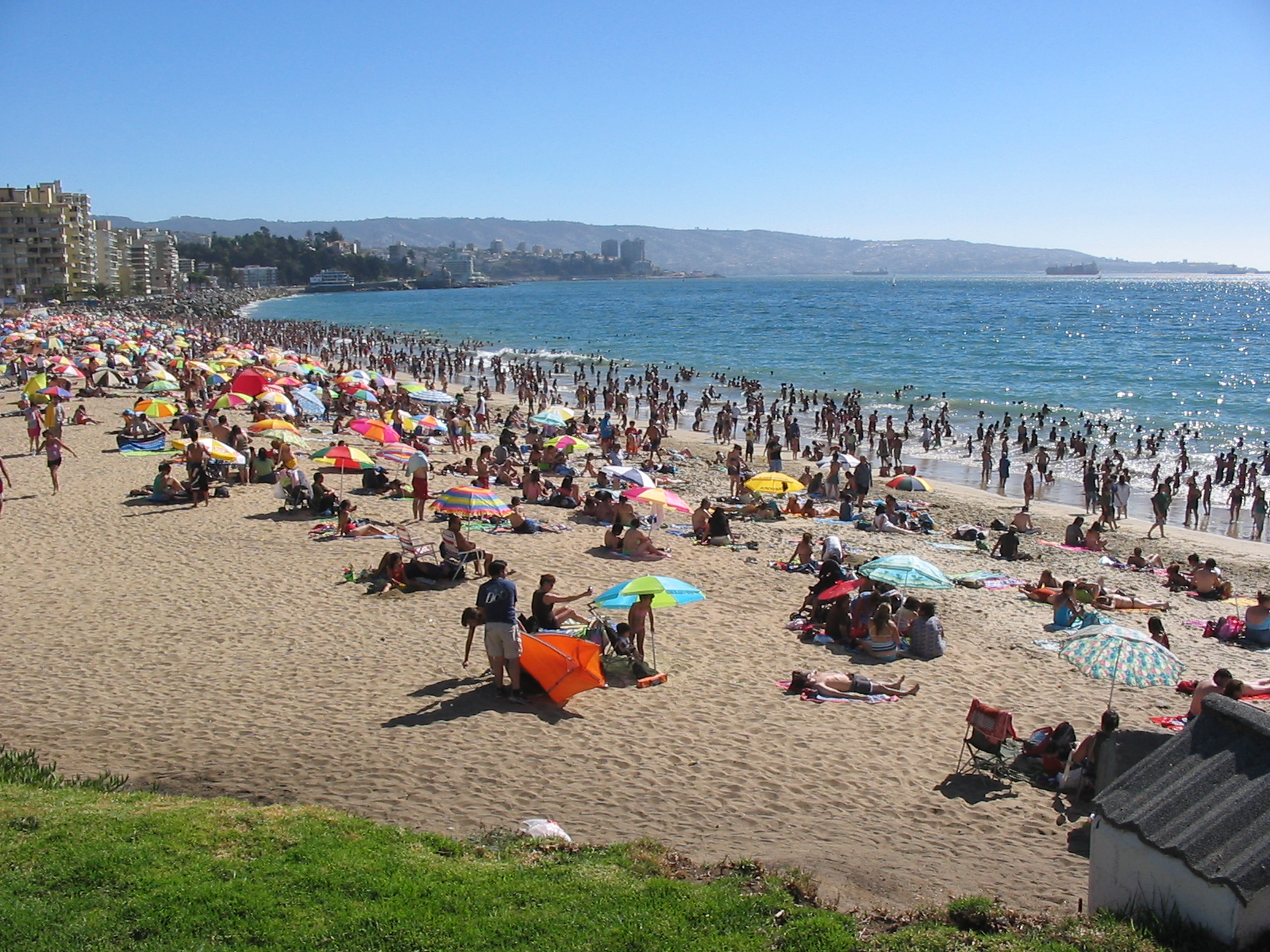
La plage de Viña del Mar.
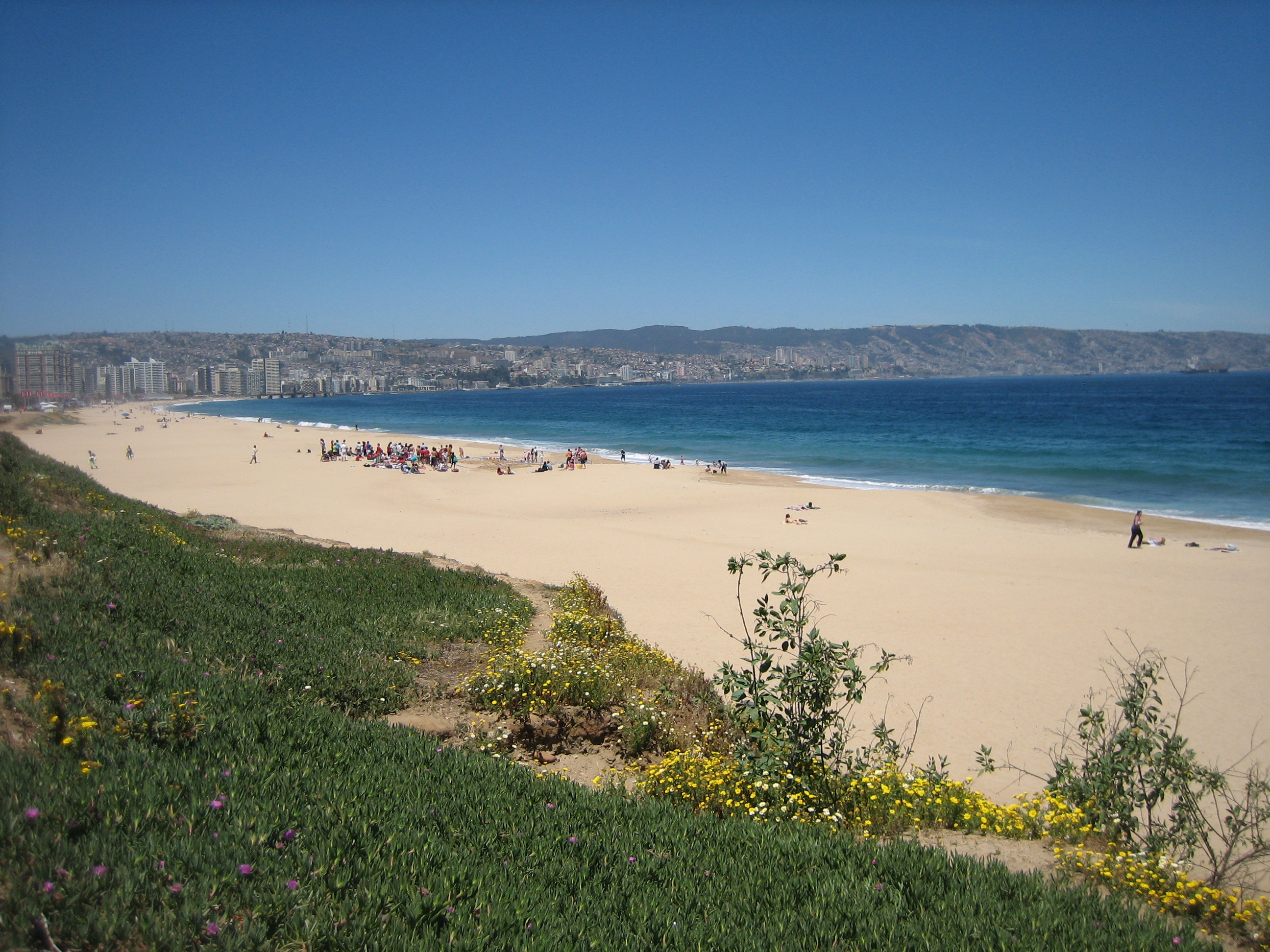
Plage de Viña del Mar
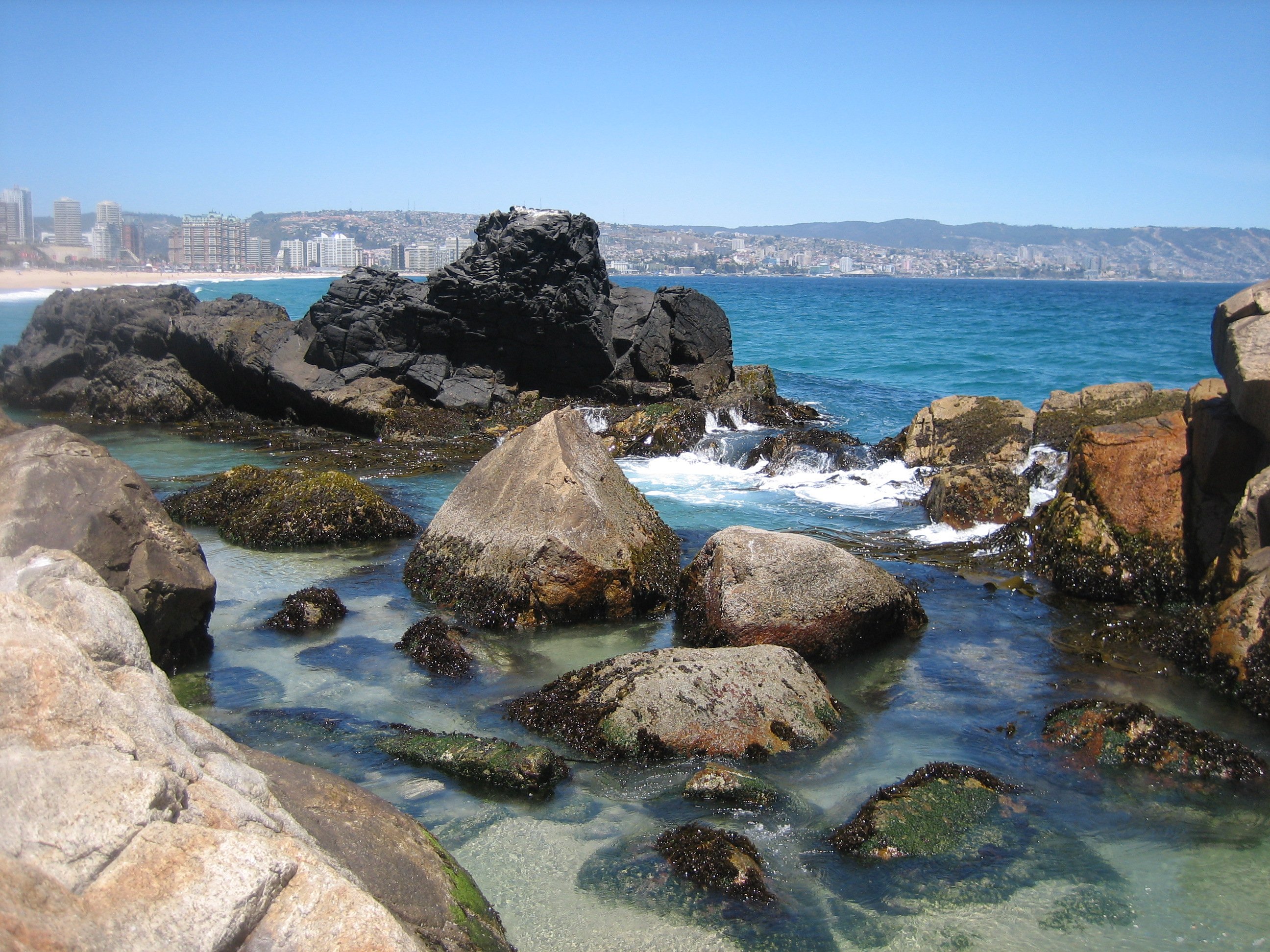
Plage de Viña del Mar